# Бесни страшни пенсии
„Бесни страшни пенсии“ (на английски: RED) е американски комедия от 2010 г. на режисьора Роберт Швентке. Сценарият, написан от Джон и Ерик Хьобер, е базиран на едноименния комикс на Уорън Елис и Къли Хамнър. Филмът излиза по кината в САЩ и България съответно на 15 и 22 октомври 2010 г.
През 2013 г. излиза продължението „Бесни страшни пенсии 2“.

## Актьорски състав
- Брус Уилис – Франк Моузес
- Морган Фрийман – Джо Матисън
- Джон Малкович – Марвин Богс
- Мери-Луис Паркър – Сара Рос
- Хелън Мирън – Виктория Уинслоу
- Карл Ърбан – Уилям Купър
- Ребека Пиджън – Синтия Уилкс
- Брайън Кокс – Иван Симонов
- Ричард Драйфус – Александър Дънинг
- Джулиан Макмеън – Робърт Стантън
- Ърнест Боргнайн – Хенри
- Джеймс Ремар – Гейбриъл Сингър

## Награди и номинации
| Категория                               | Номиниран(и)                          | Резултат                          |
| Златен глобус (16 януари 2011 г.)       | Златен глобус (16 януари 2011 г.)     | Златен глобус (16 януари 2011 г.) |
| --------------------------------------- | ------------------------------------- | --------------------------------- |
| Най-добър филм – мюзикъл или комедия    | Най-добър филм – мюзикъл или комедия  | номинация                         |
| Сателит (19 декември 2010 г.)           |                                       |                                   |
| Най-добър филм – мюзикъл или комедия    | Най-добър филм – мюзикъл или комедия  | номинация                         |
| Най-добър актьор в мюзикъл или комедия  | Джон Малкович                         | номинация                         |
| Най-добра актриса в мюзикъл или комедия | Мери-Луис Паркър                      | номинация                         |
| Сатурн (23 юни 2011 г.)                 |                                       |                                   |
| Най-добър екшън или приключенски филм   | Най-добър екшън или приключенски филм | номинация                         |
| Най-добър актьор в поддържаща роля      | Джон Малкович                         | номинация                         |
| Най-добра актриса в поддържаща роля     | Хелън Мирън                           | номинация                         |

## „Бесни страшни пенсии“ в България
На 7 октомври 2012 г. Нова телевизия излъчи филма с български дублаж за телевизията. Екипът се състои от:
| Озвучаващи артисти  | Нина Гавазова Даниела Сладунова Симеон Владов Георги Георгиев-Гого Николай Николов Стефан Сърчаджиев-Съра |
| Преводач            | Ирина Ценкова                                                                                             |
| Тонрежисьор         | Стефан Дучев                                                                                              |
| Режисьор на дублажа | Димитър Кръстев                                                                                           |